# Байгалієв Рахім Байгалійович
Рахім Байгалійович Байгалієв (28 грудня 1912, аул № 13 або село Калмиково Уральської області, тепер село Тайпак Акжаїцького району Західноказахстанської області, Казахстан — 8 листопада 2001, тепер Казахстан) — радянський казахський діяч, секретар ЦК КП Казахстану, заступник голови Ради міністрів Казахської РСР. Депутат Верховної ради Казахської РСР 4—6-го скликань. Депутат Верховної ради СРСР 5—6-го скликань (1960—1966).

## Життєпис
Народився в селянській родині. З дитинства був сиротою, виховувався у дитячому будинку в місті Уральську. Трудову діяльність розпочав у 1931 році на шахті Ріддерського рудника Казахської АРСР.
У 1937 році закінчив Московський інститут кольорових металів і золота, гірничий інженер.
У 1937—1941 роках — начальник дільниці рудоуправління «Майкаїнзолото», завідувач шахти Джепомбетського рудоуправління, технічний керівник рудника «Ударний» тресту «Запсибзолото», начальник шахти рудника «Даніловка» тресту «Каззолото» на родовищах Акмолінської, Карагандинської, Павлодарської областей Казахської РСР.
З грудня 1941 по 1945 рік служив у Червоній армії. З 1941 року навчався у Військово-інженерній академії РСЧА, з листопада 1942 року учасник німецько-радянської війни. Воював на Воронезькому, Степовому та 2-му Українському фронтах. Закінчив війну капітаном на посаді начальника постачання паливно-мастильних матеріалів 60-ї інженерно-саперної Кіровоградської червонопрапорної бригади.
Член ВКП(б) з 1945 року.
У 1946—1949 роках — начальник Західного рудника «Акшатаубуд», заступник керуючого тресту «Казахвуглерозвідка».
У 1949—1952 роках — 3-й секретар, 2-й секретар Теміртауського міського комітету КП(б) Казахстану Карагандинської області.
У 1952—1954 роках — завідувач відділу важкої промисловості Карагандинського обласного комітету КП Казахстану.
У 1954—1955 роках — секретар Карагандинського обласного комітету КП Казахстану.
У 1955—1957 роках — заступник голови Ради міністрів Казахської РСР.
У 1957—1960 роках — 1-й заступник голови Державного планового комітету Ради міністрів Казахської РСР — міністр Казахської РСР.
У жовтні 1960 — вересні 1962 роках — голова Казахської Ради народного господарства і, водночас, заступник голови Ради міністрів Казахської РСР.
У вересні 1962 — січні 1963 року — 1-й секретар Алма-Атинського обласного комітету КП Казахстану.
26 грудня 1962 — 5 квітня 1965 року — секретар ЦК КП Казахстану.
Одночасно, 26 грудня 1962 — 7 грудня 1964 року — голова Бюро ЦК КП Казахстану з керівництва промисловістю та будівництвом.
У 1965 році — голова Державного комітету Ради міністрів Казахської РСР з координації науково-дослідних робіт.
У 1965—1974 роках — голова Державного комітету Ради міністрів Казахської РСР з нагляду за безпечним веденням робіт у промисловості та гірничого нагляду.
З 1974 року — персональний пенсіонер союзного значення.
Помер 8 листопада 2001 року в Казахстані.

## Звання
- капітан

## Нагороди
- два ордени Вітчизняної війни ІІ ст. (3.07.1945, 1985)
- два ордени Трудового Червоного Прапора
- орден Червоної Зірки (17.10.1944)
- орден «Знак Пошани»
- медаль «За бойові заслуги» (16.07.1943)
- медаль «За перемогу над Німеччиною у Великій Вітчизняній війні 1941—1945 рр.» (1945)
- медалі
- Почесні грамоти Президії Верховної ради Казахської РСР